# Бондаренко, Валерий Вениаминович
Вале́рий Вениами́нович Бондаре́нко (род. 26 мая 1963, Самара) — педагог, журналист, тренер, кинокритик, киновед, филолог, перформер, член союза Кинематографистов России. Куратор имиджевых и социальных проектов.
Автор шести книг, обладатель ряда премий в области литературы, педагогики, публичной деятельности.
Арт-директор и лектор Клуба друзей кино «Ракурс». Автор и ведущий многочисленных медийных проектов.

## Биография
Валерий Бондаренко родился 26 мая 1963 года в Самаре, в семье Бондаренко Вениамина Никифоровича и Клары Никитичны Бондаренко. В детстве занимался хоккеем, в 1985 году окончил филологический факультет Самарского государственного университета.
Три года работал учителем в средней школе села Русская Борковка Ставропольского района Куйбышевской области, был классным руководителем. Затем преподавал в Куйбышевском государственном институте культуры зарубежную литературу и киноведческие дисциплины.
В конце 1980-х годов работал на ТРК «СКАТ», где вёл авторскую программу «Шедевры мирового кино». В 1990-е годы вёл авторский проект «Элита» на ГТРК «Россия».
В 2004 году снялся в фильме «Самарский оксимирон» (режиссёр Алёна Самсонова, студия «Волга-фильм») в роли самого себя.
С 2006 по 2008 года организатор и идейный вдохновитель фестиваля спонтанного кино «Белый квадрат». В разные годы лауреатами данными фестиваля становились известные художники: Андрей Сяйлев, Владимир Логутов, Светлана Шуваева и другие. В 2006 году в формате фестиваля прошел перформанс «Свадьба» и ретроспектива фильмов польского режиссёра З. Рыбчинского. Жюри: Андрей Шемякин (кинокритик, Москва), Александр Котт (режиссёр, Москва), Борис Хлебников (режиссёр, Москва), Оксана Бычкова (режиссёр, Москва).
В 2008 году признан «Звездой Самарской Губернии» в номинации «Имя в культуре».
В Рейтинге культурных событий-2010 (Самара) в номинации «Кинособытие года» Валерий Бондаренко был представлен сразу во всех событиях-номинантах:
- Цикл лекций Валерия Бондаренко «Кинематограф: путешествие в мир идей» — «Ракурс», апрель-июнь, октябрь-декабрь
- Дискуссия «Российское кино: грани возможного» — «Ракурс», июнь
- Видеоблог Михаила Куперберга и Валерия Бондаренко.

С 11 декабря 2002 по 13 декабря 2007 года являлся председателем фонда «Новая метафора» — Самарского регионального общественного фонда реализации культурных проектов, который располагался по адресу ул. Венцека, 38.
Бондаренко — автор образа и креативной составляющей арт-клуба «Бумажная Луна» (Самара, ул. Ленинградская, 77). Идея создания клуба принадлежала Вячеславу Вершинину и Валерию Бондаренко — как независимому идеологу-концептуалисту и эксперту.
Автор и ведущий медийных проектов: «Поэты и музы Серебряного века» (2017), «Три Богатыря». Автор радийных проектов «Займёмся любовью или пока спит Зигмунд Фрейд», «Частная коллекция», «Другой „Ракурс“ на радио „Ностальжи“».
Автор книг «48 часов „Ностальжи“», «Красота обитаема», «Эстетика дурного вкуса».
Участвовал в круглых столах и научных, художественных дискуссиях. Активный участник культурной жизни столицы региона.
Живёт и работает в Самаре.

## Профессиональная деятельность
Сфера научных интересов
- Кинематография XXI в.
- Кинокритика
- Российское искусство XXI вв.

Ведущий самарский специалист в области культуры и кино, член союза Кинематографистов России, видный кинокритик, автор многочисленных тренингов, лекций, мастер-классов, передач, соруководитель клуба любителей кино «Ракурс», культуртрегер Самары.
Лауреат премии «Фаворит года — 2001» в номинации «Хэппенинг года».
Автор оригинальных тренингов. Его клиентами в разное время были — «Данон», «Самаранефтегаз», «Газбанк», «Мегафон», «Билайн», телекомпания «Терра», «Новокуйбышевский завод масел и присадок», «Куйбышевазот», аптечная сеть «Вита» и т. д.
Организовывал лектории о кинематографе, дискуссии по итогам киносезона в киноклубе «Ракурс», панельные дискуссии. В прессе можно найти множественные критические замечания о самарском кинопроцессе. Неоднократно выступал с обзорами мирового, российского и самарского киноискусства в художественных институциях.
Вывел на художественную сцену Самары и оказал влияние на следующих кинокритиков:
- Олега Горяинова;
- Романа Черкасова;
- Вячеслава Вершинина.[44]

Бессменный ведущий и кинокритик на фестивалях французского кино в киноклубе «Ракурс» от «Альянс франсез».
В 2006—2007 годах разработал методические программы и их реализовывал: «Стул: инвариант+игра. Пять сюрреалистических экспериментов», «Диваны: литературные сюжеты». Среди участников — лауреаты мебельного конкурсе «Знаковая мебель. Мебель для ожидания» (Верона, Италия, фонд Альдо Морелато)
В 2010 году член жюри региональной премии в области развития общественных связей «Серебряный Лучник» — Самара
Автор многочисленных публикаций в самарской и столичной прессе по вопросам, связанным с технологиями современных культурных стратегий.
Автор оригинальных тренинговых разработок «Актёрское мастерство для не актеров», «Искусство публичных выступлений», «Имиджевая стратегия менеджера и формирование индивидуального стиля», «Конфликтология», «Техники делового общения. Успешные коммуникации с руководством и подчиненными», «Эмоциональная регуляция и восполнение жизненной энергии», «Имиджмейкинг и коммуникации посредством образа».
Направления тренинговой деятельности для деловых людей (СИДО):
1. Импровизация.
2. Эмоциональная регуляция.
3. Искусство публичных выступлений.
Преподаватель в проекте «Школа Авангарда» галерии Виктория (Самара).
В 2016 году выступал ведущим в Клубе любителей кинематографа и медиаискусств «Треугольник» (ЦРК «Художественный» им. Т. А. Ивановой, ул. Куйбышева, 103/105, Малый зал) проекта: «„В искусство через кино“. Дискуссионные вечера».

## Киноклуб «Ракурс»
Валерий в течение многих лет предварял показы вступительными мини-лекциями. В Самаре выросло ни одно поколение киноманов, для которых лекции Валерия Бондаренко были неотъемлемой частью их образования.
Арт-директор и лектор Клуба друзей кино «Ракурс».
Каждый год Валерий Бондаренко и Михаил Куперберг подводят итоги «ракурсовского» сезона.

## Лекции
2007
Организация и проведение на базе Вальдорфской школы тренинга для взрослых «Писать, чтобы говорить».
2008
Лекция в киноклубе «Колизей», Тольятти
2009
Курс лекций «Кинематограф: приключение идей». культурный центр АРТ-Пропаганда (Самара, ул. Куйбышева 68/70)
2010
Курс лекций «Кинематограф: путешествие в мире идей» Спецпроект киноклуба «Ракурс» в Самарском Доме кино (ул. Куйбышева, 96)
Цикл лекций на тему «Кино до изобретения кинематографа и после» В галерее «Новое пространство» (Самара)
2011
семинар «Метафизика и физика ЛЮБВИ (148 граней эротического)» арт-мастерской «СЕЙЧАС 10:04» рамках серии тренингов «Вам дано более».

Я верю, что «нам дано более» Поэтому прихожу на собственные тренинги. Тренерское дело — это способ учить себя талантам других людей. Правда, сначала нужно дать возможность этим талантам проявиться. В итоге при благоприятном стечении обстоятельств в выигрыше все.
— Валерий Бондаренко
цикл лекций «Кино до изобретения кинематографа и после»
2012
Тренинг «Мастер-класс Доктора Хиггинса» в творческом образовательном лагере «Молодые молодым»
2013
семинар «Серебряный век. Михаил Чехов. Путешествие в глубь себя» арт-центр «Здесь» (ул. Ленинградская, 37)
лекция в рамках Фестиваля Идей в Музее Модерна
Проект «Азбука кино» в арт-клубе «Корица» — совместный проект «Корицы» и киноклуба «Ракурс»
2014
«Азбука кино» в галерее «Виктория»
лекция-диалог «Введение в кино, или Как загнать зрителя в угол»(фестиваль 70/30)
2015
Встреча «Опус № 26» в рамках совместного с киноклубом «Ракурс» проекта «Азбука кино», галерея Виктория, Самара.
2016
проект «Архкино с Валерием Бондаренко» Студия дизайна интерьера Натальи Поляковой.
авторский семинар «Герой: круг испытаний»
авторский семинар «Путешествие Героя. Хорошо рассказанная история. Как сделать что-то обыкновенное необыкновенным, значимым и увлекательным»
ретроспектива Райнера Вернера Фассбиндера, посвященная 70-летию режиссёра, Cloud Cafe в т/ц «Скала»
авторские курсы «Все, что нужно знать об искусстве /литературе /кино», галерея Виктория, Самара
самарский лекторий «Городские легенды»:
- лекция-тренинг «Игра и техника»[84]
- лекция «Метафизика любви: почему так важно восторгаться женщинами?»[85]

2017-2018
авторская программа Валерия Бондаренко «Страх высоты» Центре российской кинематографии «Художественный» им. Т. А. Ивановой.
Авторский семинар 21 февраля 2017 «Путешествие героя. Кульминационные точки. Пиковые переживания. Женщина.»
Встреча «Есть тонкие властительные связи», Чайковский. Чайный клуб в Самаре., ул. Фрунзе 111

## Оценки
В 2009 году, говоря о своей мечте «сделать Самару особым центром современного искусства», поэт Сергей Лейбград отмечал, что в городе есть талантливые люди, способные «стать неким экспертным сообществом в общественной и культурной жизни не только города, но и страны в целом». В их числе Лейбград упомянул Валерия Бондаренко как преподавателя европейского уровня.

## Семья
Отец: Бондаренко Вениамин Никифорович: детский писатель из украинского села Преображенки Безенчукского района Самарской области. Совместно с братом, писателем Владимиром Никифоровичем Бондаренко, написал 16 книг сказок, которые вышли в Москве, Ульяновске и Куйбышеве. Эти сказки печатались на страницах детских журналов «Мурзилка», «Веселые картинки», «Пионер», а также в журналах для взрослых «Нева», «Огонек» и «Волга». По сказкам братьев Бондаренко было снято 15 мультфильмов. Произведения этих писателей переводились не только на украинский, но и на болгарский, немецкий, узбекский языки. Член Союза писателей СССР.

Снимались мультфильмы по произведениям моего отца и дяди. Отец привозил меня на студию телевидения. Что я, ребёнок, тогда понимал? Мультфильмы были кукольные, мне хотелось рисованных. Когда я вырос, понял, что это, безусловно, определённая культура. Не надо бы этого забывать!
— Валерий Бондаренко